# مانويل سواريز (مبارز بالسيف)
مانويل سواريز هو مبارز بالسيف كوبي، ولد في 1 أكتوبر 1950.

## وصلات خارجية
- مانويل سواريز على موقع أوليمبيديا (الإنجليزية)